# Rick Worthy
Richard "Rick" Worthy,  född 12 mars 1967 i Detroit, Michigan, är en amerikansk skådespelare. Han är huvudsakligen känd för sina roller inom fantasy- och science fiction-serier, som t.ex. Star Trek: Voyager och Battlestar Galactica. Han tog examen från University of Michigan 1990, och debuterade 1993 med en biroll i serien Missing Persons. Worthy har haft roller i både Star Trek: Insurrection, Star Trek: Deep Space Nine, Star Trek: Voyager, och Star Trek: Enterprise.

## Filmografi

### TV
| År          | Titel                                      | Roll                                     | Övrigt     |
| ----------- | ------------------------------------------ | ---------------------------------------- | ---------- |
| 1993        | Missing Persons                            | Russell Findlay                          | 1 avsnitt  |
| 1995        | Tough Target                               | Robber #2                                | 1 avsnitt  |
| 1996        | På spaning i New York                      | Det. Elkins                              | 1 avsnitt  |
| 1996 - 1997 | Murder One                                 | Rickey Latrell                           | 8 avsnitt  |
| 1997        | Star Trek: Deep Space Nine                 | Kornan                                   | 1 avsnitt  |
| 1997        | The Gregory Hines Show                     | Will Jones                               | 1 avsnitt  |
| 1998        | Maximum Bob                                | Lionel                                   | 1 avsnitt  |
| 1999        | Touched by an Angel                        | James                                    | 1 avsnitt  |
| 1996 - 1999 | Star Trek: Voyager                         | Crewman Noah Lessing / 3947 / Cravic 122 | 3 avsnitt  |
| 2000        | Änglarnas stad                             | Mr Walker                                | 1 avsnitt  |
| 2000        | The Hughleys                               | Byrno                                    | 1 avsnitt  |
| 1998 - 2000 | The Magnificent Seven                      | Nathan Jackson                           | 22 avsnitt |
| 2000        | Seven Days                                 | Sergeant Grubbs                          | 1 avsnitt  |
| 2001        | Felicity                                   | Jeremy Cavallo                           | 4 avsnitt  |
| 2002        | Stargate SG-1                              | K'tano                                   | 1 avsnitt  |
| 2002        | Any Day Now                                | Hospital Administrator                   | 1 avsnitt  |
| 2002        | Sheena                                     | Mako Zabodi                              | 1 avsnitt  |
| 2002        | Dark Angel                                 | Lieutenant Clemente                      | 1 avsnitt  |
| 2002        | Odyssey 5                                  | John Miles / Dr. Travelor                | 1 avsnitt  |
| 2002        | Push, Nevada                               |                                          | 3 avsnitt  |
| 2003        | Boomtown                                   | Malcolm Barker                           | 1 avsnitt  |
| 2003        | The Lyon's Den                             | Mr. Carlisle                             | 1 avsnitt  |
| 2004        | CSI: Miami                                 | Thomas Kincaid                           | 1 avsnitt  |
| 2003 - 2004 | Enterprise                                 | Jannar                                   | 10 avsnitt |
| 2005 - 2007 | Eyes                                       | Chris Didion                             | 12 avsnitt |
| 2007        | Fallen                                     | Camael                                   | 4 avsnitt  |
| 2007        | Journeyman                                 | Gus                                      | 1 avsnitt  |
| 2008        | Eli Stone                                  | Leonard Dupler                           | 1 avsnitt  |
| 2008        | Brothers & Sisters                         | Officer Collins                          | 1 avsnitt  |
| 2009        | Saving Grace                               | Special Agent Dave Daniels               | 1 avsnitt  |
| 2009        | The Mentalist                              | Terry Andrews                            | 1 avsnitt  |
| 2005 - 2009 | Battlestar Galactica                       | Simon                                    | 8 avsnitt  |
| 2009        | Heroes                                     | Mike                                     | 4 avsnitt  |
| 2010        | Medium                                     | The Regal Man                            | 1 avsnitt  |
| 2003 - 2010 | CSI: Crime Scene Investigation             | Dr. Stewart                              | 4 avsnitt  |
| 2010        | Castle                                     | Jason Penn                               | 1 avsnitt  |
| 2011        | Against the Wall                           |                                          | 1 avsnitt  |
| 2010 - 2012 | Supernatural                               | Alpha Vampire                            | 3 avsnitt  |
| 2012        | NCIS: Naval Criminal Investigative Service | Navy Captain Logan Doyle                 | 1 avsnitt  |
| 2013        | The Vampire Diaries                        | Rudy Hopkins                             | 6 avsnitt  |
| 2014        | Glee                                       | Dr. Howard                               | 1 avsnitt  |
| 2014        | Grey's Anatomy                             | Ray Pelletier                            | 1 avsnitt  |
| 2015        | Aquarius                                   | Coffee Shop Owner / Nate                 | 2 avsnitt  |
| 2015        | The Man in the High Castle                 | Lem Washington                           | 7 avsnitt  |
| 2015 - 2016 | The Magicians                              | Dean Fogg                                | 7 avsnitt  |
| 2016        | Star Trek: Progeny                         | Lt. Quintus Marcellus                    |            |

### Film
| År   | Titel                                     | Roll                  | Övrigt   |
| ---- | ----------------------------------------- | --------------------- | -------- |
| 1994 | Ri¢hie Ri¢h                               | News Reporter         |          |
| 1995 | Losing Isaiah                             | Alley Man             |          |
| 1995 | Medan du sov                              | Orderly               |          |
| 1995 | Eye of the Stalker                        | Eric, Adobe Photoshop | TV-film  |
| 1996 | The Rockford Files: Godfather Knows Best  | Property Officer      | TV-film  |
| 1996 | The Rockford Files: Friends and Foul Play | Policeman             | TV-film  |
| 1996 | När mörkret faller                        | Johnny                |          |
| 1997 | Steel                                     | SWAT man              |          |
| 1998 | Star Trek: Insurrection                   | Elloran Officer #1    |          |
| 2001 | Conspiracy.com                            | Shrot's Assistant     |          |
| 2001 | Earth Angels                              | Gregory               | TV-film  |
| 2002 | Collateral Damage                         | Ronnie                |          |
| 2003 | Holes                                     | Male Officer          |          |
| 2006 | Fallen                                    | Camael                | TV-film  |
| 2009 | Duplicity                                 | Dale Raimes           |          |
| 2009 | The Plan                                  | Simon                 | Kortfilm |
| 2009 | See Kate Run                              | Matt Jenkins          | TV-film  |
| 2013 | One Night in March                        | Narrator              | Kortfilm |